# Gena (Vorname)
Gena ist ein weiblicher Vorname.

## Herkunft und Bedeutung
Gena ist eine Kurzform von Eugenia, einer weiblichen Form von Eugen, die auf das altgriechische Eugénios (εὐγένιος) zurückgeht. Der Name bedeutet übersetzt „die Wohlgeborene“, „die von guter Abstammung“ oder auch „die von edler Geburt“.
Des Weiteren ist Gena eine Variante von Gina.

## Namensträgerinnen
- Gena Dimitrova (1941–2005), bulgarische Opernsängerin
- Gena Lee Nolin (* 1971), US-amerikanische Schauspielerin
- Gena Löfstrand (* 1995), südafrikanische Mittelstreckenläuferin
- Gena Rowlands (1930–2024), US-amerikanische Schauspielerin
- Gena Showalter (* 1975), US-amerikanische Schriftstellerin
- Gena Turgel (1923–2018), polnische Erzieherin, Autorin und Holocaustüberlebende